# Näringsminister
Näringsminister är den minister i ett lands regering som vanligtvis ansvarar för näringslivsutveckling, konkurrenspolitik, innovations- och teknologipolitik samt regional utveckling. Näringsministern leder ett näringsdepartement eller näringsministerium och bistås i detta av en tjänsteman som vanligtvis är politiskt tillsatt och i flera länder innehar titeln statssekreterare. Äldre svenskt namn på näringsminister är industriminister. Näringsministern kan ha ansvar för arbetsmarknads-, handels-, energi- eller kommunikation/infrastrukturfrågor också. Vanligen sorterar dessa frågor dock under annan minister, ibland dock placerad på samma ministerium som näringsministern. 
I Europeiska kommissionen är motsvarande ämbete kommissionären med ansvar för näringsliv och företagande. I Europeiska unionens råd möts näringsministrarna i formationen Rådet för konkurrenskraft.

## Olika länders motsvarigheter till Näringsminister
| Land           | Minister                                               | Ministerium                                          |
| -------------- | ------------------------------------------------------ | ---------------------------------------------------- |
| Danmark        | Erhvervsminister                                       | Erhvervsministeriet                                  |
| Finland        | Näringsminister                                        | Arbets- och näringsministeriet                       |
| Sverige        | Näringsminister                                        | Näringsdepartementet                                 |
| Storbritannien | Secretary of State for Business, Innovation and Skills | Department for Business, Innovation and Skills (BIS) |
| Tyskland       | Bundesminister für Wirtschaft und Technologie          | Bundesministerium für Wirtschaft und Technologie     |
| USA            | Secretary of Commerce                                  | Department of Commerce                               |

## Fotnoter
1. ↑  Erhvervsministeriets webbplats
2. ↑  ”Arbets- och näringsministeriets webbplats”. Arkiverad från originalet den 24 februari 2010. https://web.archive.org/web/20100224065829/http://www.tem.fi/?l=sv. Läst 28 januari 2010.
3. ↑  Departementets webbplats